# Paepalanthus holstii
Paepalanthus holstii là một loài thực vật có hoa trong họ Eriocaulaceae. Loài này được Steyerm. mô tả khoa học đầu tiên năm 1988.